# George William Casey Jr.
George William Casey, Jr. (født 21. juli 1948) er en pensioneret general i den amerikanske hær og stabschef for samme. General Casey er tidligere leder af USA's tropper i Irak. Han blev udnævnt til USA's 36. stabschef 8. februar 2007, og overgav 10. januar sin kommando i Irak til general David Petraeus.